# Блэтчер, Билли
Би́лли Блэ́тчер (англ. Billy Bletcher; 24 сентября 1894[…], Ланкастер, Пенсильвания — 5 января 1979[…], Лос-Анджелес, Калифорния) — американский актёр радио, кино, телевидения и озвучивания (также известен тем, что хорошо имитировал звуки различных животных). Наиболее запомнился озвучиванием кота Пита в серии мультфильмов о Микки Маусе, и Большого Плохого Волка в мультфильме «Три поросёнка» (1933). В единичных случаях также известен как сценарист (четыре работы в 1920 году) и режиссёр (две работы в 1925 году).

## Биография
Уильям Блэтчер родился 24 сентября 1894 года в городе Ланкастер (штат Пенсильвания, США). Отца звали Хабер, мать — Дора.
С 1914 года начал сниматься в короткометражных фильмах, с начала 1920-х годов его также (изредка) стали приглашать на роли в полнометражные фильмы. С 1931 года Блэтчер начал озвучивать персонажей в фильмах, с 1933 года — в мультфильмах. Именно работа актёром озвучивания стала для него основной, особенно хорошо у Блэтчера получалось имитировать звуки различных животных. У него был глубокий, сильный и раскатистый баритон. В 1937 году Блэтчер проходил кастинг на озвучивание одного из гномов в ставшем очень популярном мультфильме «Белоснежка и семь гномов», но Уолт Дисней не утвердил его.
Основной актёрский образ — злодеи в диснеевских мультфильмах.
Всего в кино-копилке Блэтчера числится 542 работы, в том числе:
- 205 работ — озвучивание (в т. ч. в двух случаях информация не подтверждённая)
- 375 работ — без указания в титрах
- 374 работы — короткометражные фильмы и мультфильмы

Билли Блэтчер скончался 5 января 1979 года в Лос-Анджелесе (штат Калифорния). Похоронен на Вествудском кладбище.

### Личная жизнь
В 1915 году Блэтчер женился на девушке по имени Арлин (1893—1992). Во второй половине жизни она стала актрисой кино и телевидения (снялась в 30 фильмах и сериалах (во всех случаях без указания в титрах) с 1945 по 1978 год). Брак продолжался всю жизнь до самой смерти актёра в 1979 году. У пары была дочь Барбара (1925—2015), которая имела скромную известность как ребёнок-актёр (снялась в четырёх фильмах в 1932—1946 годах).

## Фильмография
¶ — означает «в титрах не указан»

### Широкий экран
кроме озвучивания
- 1916 — Перестарался[англ.] / One Too Many — несчастный постоялец
- 1919 — Римский скандал[англ.] / A Roman Scandal — театральный режиссёр
- 1922 — Поверни направо[англ.] / Turn to the Right — Сэмми Мартин
- 1927 — Лакированный парень / The Patent Leather Kid — фанат драк ¶
- 1930 — Свободные лодыжки[англ.] / Loose Ankles — мистер Берри из Логана ¶
- 1930 — Шоугёл в Голливуде[англ.] / Showgirl in Hollywood — мужчина, соскребающий имена с дверей ¶
- 1930 — Танцующие малышки[англ.] / Dancing Sweeties — Bud ¶
- 1930 — Максимальная скорость[англ.] / Top Speed — Ipps ¶
- 1930 — Суп для чудаков[англ.] / Soup to Nuts — революционер ¶
- 1931 — Обезьяньи проделки[англ.] / Monkey Business — мужчина в шезлонге ¶
- 1931 — Воздыхатели[англ.] / Beau Hunks — новый рекрут № 11 ¶
- 1932 — Жёны играют в бридж / Bridge Wives — радиоведущий
- 1932 — Ночной мир[англ.] / Night World — завсегдатай ночного клуба ¶
- 1932 — Сделай меня звездой[англ.] / Make Me a Star — актёр из фильма «Широкие открытые пространства» ¶
- 1932 — Плоть / Flesh — посетитель кафе ¶
- 1932 — Дантист[англ.] / The Dentist — мистер Фольяж (бородатый пациент) ¶
- 1933 — Она обошлась с ним нечестно / She Done Him Wrong — поющий официант ¶
- 1933 — Ранняя слава / Morning Glory — актёр ¶
- 1934 — Старомодный путь[англ.] / The Old Fashioned Way — мужчина, кидающийся помидорами в актёров ¶
- 1934 — Симфония ударов[англ.] / Punch Drunks — ведущий боксёрских боёв ¶
- 1934 — Кошачья лапа[англ.] / The Cat’s-Paw — репортёр ¶
- 1934 — Марш деревянных солдатиков[англ.] / Babes in Toyland — шеф полиции ¶
- 1935 — Затерянный город[англ.] / The Lost City — Горзо
- 1935 — Простите мой шотландский[англ.] / Pardon My Scotch — клиент ¶
- 1935 — Человек на летающей трапеции[англ.] / Man on the Flying Trapeze — хранитель времени ¶
- 1936 — Рано в постель[англ.] / Early to Bed — сотрудник офиса ¶
- 1936 — Ритм на кручах[англ.] / Rhythm on the Range — друг Бака ¶
- 1936 — Сатана встречает леди / Satan Met a Lady — отец шестёрок[12] ¶
- 1936 — Жёны никогда не узнают[англ.] / Wives Never Know — пьяница ¶
- 1936 — Большое радиовещание в 1937 году[англ.] / The Big Broadcast of 1937 — реквизитор
- 1937 — Высокий, широкоплечий и красивый[англ.] / High, Wide and Handsome — Коротышка[13] ¶
- 1937 — Двойная свадьба[англ.] / Double Wedding — гость на свадьбе ¶
- 1938 — Профессор, остерегайся[англ.] / Professor Beware — мужчина, чистящий обувь ¶
- 1938 — Люди с крыльями[англ.] / Men with Wings — представитель Красного Креста ¶
- 1939 — Дестри снова в седле / Destry Rides Again — пианист ¶
- 1940 — Эдисон, человек[англ.] / Edison, the Man — репортёр ¶
- 1940 — Обезьяна / The Ape — полицейский с короткими усиками ¶
- 1940 — Мелодии ранчо[англ.] / Melody Ranch — радио-актёр «Алой тени» ¶
- 1941 — Свист в темноте[англ.] / Whistling in the Dark — мастер радио-эффектов ¶
- 1941 — Странствия Салливана — Sullivan's Travels — артист в больнице ¶
- 1942 — Я женился на ведьме / I Married a Witch — свадебный фотограф ¶
- 1942 — Приготовиться к бою[англ.] / Stand By for Action — моряк ¶
- 1943 — Немного опасный[англ.] / Slightly Dangerous — покупатель ¶
- 1943 — Лучшие ножки вперёд[англ.] / Best Foot Forward — waxer ¶
- 1943 — Сумасшедший дом[англ.] / Crazy House — полицейский ¶
- 1944 — Буффало Билл[англ.] / Buffalo Bill — коротышка ¶
- 1944 — Кентервильское привидение[англ.] / The Canterville Ghost — мойщик окон ¶
- 1944 — Казанова Браун[англ.] / Casanova Brown — отец в зале ожидания ¶
- 1944 — Миссис Паркингтон[англ.] / Mrs. Parkington — участник квартета ¶
- 1945 — Зажигательная блондинка[англ.] / Incendiary Blonde — клоун ¶
- 1946 — Крайний срок — на рассвете / Deadline at Dawn — официант ¶
- 1946 — Малыш из Бруклина[англ.] / The Kid from Brooklyn — фотокорреспондент ¶
- 1946 — Галантное путешествие[англ.] / Gallant Journey — камердинер Дэна Мэхони ¶
- 1946 — Вердикт / The Verdict — могильщик ¶
- 1947 — Синдбад-мореход / Sinbad the Sailor — глашатай на аукционе ¶
- 1947 — Тайная жизнь Уолтера Митти / The Secret Life of Walter Mitty — персонаж из вестерна ¶
- 1947 — С небес на землю / Down to Earth — дирижёр ¶
- 1947 — Сенатор был несдержан[англ.] / The Senator Was Indiscreet — разносчик газет ¶
- 1950 — Вы услышите следующий голос…[англ.] / The Next Voice You Hear… — подписчик газеты ¶
- 1953 — Гудини[англ.] / Houdini — итальянский бас ¶
- 1953 — Бедовая Джейн[англ.] / Calamity Jane — старатель ¶
- 1954 — Заместитель шерифа Дестри[англ.] / Destry — горожанин ¶
- 1963 — Чокнутый профессор / The Nutty Professor — водопроводчик ¶
- 1964 — Козёл отпущения[англ.] / The Patsy — Table Captain #3 at Italian Café ¶
- 1965 — Харлоу[англ.] / Harlow — полицейский ¶
- 1966 — Погоня / The Chase — мистер Винсент ¶

### Телевидение
кроме озвучивания
- 1950 — Одинокий всадник[англ.] / The Lone Ranger — Джексон Лошадиная Морда (в эпизоде Gold Train[англ.])
- 1951 — Приключения Дикого Билла Хикока[англ.] / The Adventures of Wild Bill Hickok — официант (в эпизоде The Tax Collecting Story)
- 1954—1955 — Шоу Рэда Скелтона[англ.] / The Red Skelton Show — разные роли (в 4 эпизодах)
- 1955 — Миллионер[англ.] / The Millionaire — частный детектив Плесси (в эпизоде The Uncle Robby Story)
- 1960 — Семья МакКой[англ.] / The Real McCoys — Уиллис Баттерфилд (в эпизоде The Delegates)
- 1970 — Напряги извилины / Get Smart — Фрэн Огг (в эпизоде Moonlighting Becomes You)

### Озвучивание
мультфильмы, фильмы, сериалы и пр.
- 1933 — Безумный доктор[англ.] / The Mad Doctor — доктор XXX ¶
- 1933 — Миклердрамер Микки / Mickey's Mellerdrammer — Гораций Хорсколлар[англ.] ¶
- 1933 — О да, деньки былые[англ.] / Ye Olden Days — король ¶
- 1933 — Я и мой товарищ[англ.] / Me and My Pal — полицейский диспетчер ¶
- 1933 — Три поросёнка / Three Little Pigs — Большой Плохой Волк[англ.] ¶
- 1933 — Ночной патруль[англ.] / The Midnight Patrol — радио-диспетчер ¶
- 1934 — Плохой, большой волк[англ.] / The Big Bad Wolf — Большой Плохой Волк[англ.] ¶
- 1934 — Голливудская вечеринка[англ.] / Hollywood Party — Большой Плохой Волк[англ.] ¶
- 1934 — Похититель собак / The Dognapper — Пит ¶
- 1935 — У меня нет шляпы[англ.] / I Haven't Got a Hat — Бинс • Экс ¶
- 1935 — Суперсервис Микки / Mickey's Service Station — Пит ¶
- 1935 — Золотое прикосновение[англ.] / The Golden Touch — король Мидас
- 1935 — Котёнок-воришка[англ.] / The Robber Kitten — Грязный Билл ¶
- 1935 — Кто убил старину Робина?[англ.] / Who Killed Cock Robin? — судья Оливер Сова ¶
- 1935 — Судный день Плуто[англ.] / Pluto's Judgement Day — кот-прокурор ¶
- 1935 — Кошмар мультипликатора[англ.] / A Cartoonist's Nightmare — три разные роли ¶
- 1935 — Страна воздушных шаров[англ.] / Balloon Land — человек с подушечкой для булавок ¶
- 1936 — Три волчонка[англ.] / Three Little Wolves — Большой Плохой Волк[англ.] ¶
- 1936 — День переезда / Moving Day — шериф Пит ¶
- 1936 — Люблю я петь / I Love to Singa — профессор Фриц Сова ¶
- 1936 — Три слепых мышкетёра[англ.] / Three Blind Mouseketeers — капитан Котт ¶
- 1936 — Ещё про котят[англ.] / More Kittens — Пёс Бернард
- 1937 — Утиная охота Порки[англ.] / Porky's Duck Hunt — рыба • парень ¶
- 1937 — Обзор мультфильмов Уолта Диснея, удостоенных премии «Оскар»[англ.] / Academy Award Review of Walt Disney Cartoons — рассказчик
- 1937 — Бунгало дяди Тома[англ.] / Uncle Tom's Bungalow — Саймон Саймон Легри ¶
- 1937 — Современные изобретения / Modern Inventions — робот-дворецкий ¶
- 1937 — Поговорим о погоде[англ.] / Speaking of the Weather — судья • враг общества ¶
- 1937 — Я хочу быть моряком[англ.] / I Wanna Be a Sailor — папа-попугай ¶
- 1937 — Страус Дональда / Donald's Ostrich — бас-певец • злодей на радио ¶
- 1937 — Одинокие привидения / Lonesome Ghosts — привидение-коротышка ¶
- 1938 — Одинокий рейнджер[англ.] / The Lone Ranger — Одинокий рейнджер (в 15 сериях) ¶
- 1938 — Пой, пой, пой[англ.] / Have You Got Any Castles — мужчина, поющий басом ¶
- 1938 — Болваны[англ.] / Block-Heads — Миджет ¶
- 1938 — Симфония скотного двора[англ.] / Farmyard Symphony — Бык ¶
- 1938 — Порки в Вакилэнде / Porky in Wackyland — ревущий громила ¶
- 1939 — Выставка собак[англ.] / Society Dog Show — судья
- 1939 — Практичная свинья[англ.] / The Practical Pig — Большой Плохой Волк[англ.] ¶
- 1939 — Вновь одинокий рейнджер[англ.] / The Lone Ranger Rides Again — Одинокий рейнджер в маске (в 15 сериях) ¶
- 1939 — Охотник за автографом[англ.] / The Autograph Hound — охранник голливудской киностудии ¶
- 1939 — Волшебник страны Оз / The Wizard of Oz — член Гильдии Леденцов • мэр ¶
- 1939 — Офицер Дональд[англ.] / Officer Duck — Крошечный Том ¶
- 1939 — Сражающийся легион Зорро[англ.] / Zorro's Fighting Legion — Дон дель Оро ¶
- 1940 — Мистер Маус путешествует[англ.] / Mr. Mouse Takes a Trip — Пит ¶
- 1941 — Лесник[англ.] / Timber — Пьер ¶
- 1941 — Ночи Лас-Вегаса[англ.] / Las Vegas Nights — лошадь
- 1941 — Дамбо / Dumbo — клоун ¶
- 1941 — Бережливая свинья[англ.] / The Thrifty Pig — Большой Плохой Волк[англ.] (немец-нацист)
- 1942 — Джо Смит, американец[англ.] / Joe Smith, American — диктор на полицейском радио ¶
- 1942 — Час симфонии / Symphony Hour — Сильвестр Макарони, спонсор оркестра ¶
- 1942 — Дональд на службе[англ.] / Donald Gets Drafted — сержант Пит ¶
- 1942 — Дональд Дак — невидимка[англ.] / The Vanishing Private — сержант Пит ¶
- 1942 — Парашютист[англ.] / Sky Trooper — сержант Пит ¶
- 1942 — Лицо фюрера / Der Fuehrer's Face — немец-нацист ¶
- 1943 — Кто кого убил? / Who Killed Who? — детектив • привидение ¶
- 1943 — Старая армейская игра[англ.] / The Old Army Game — сержант Пит ¶
- 1944 — Красная Шапочка по-кроличьи[англ.] / Little Red Riding Rabbit — Волк ¶
- 1944 — Потерянные в гареме[англ.] / Lost in a Harem — Бобо ¶
- 1945 — Ловкий прогульщик / The Screwy Truant — злобный смех ¶
- 1945 — Утиная кожа[англ.] / Duck Pimples — детектив Хеннесси ¶
- 1945 — Головокружительная Золушка / Swing Shift Cinderella — злобный смех Волка ¶
- 1945 — Старая секвойя[англ.] / Old Sequoia — босс Дональда ¶
- 1945 (1946) — Дорога в Утопию[англ.] / Road to Utopia — медведь ¶
- 1946 — Шумная серенада / Solid Serenade — злобный смех ¶
- 1947 — Wide Open Spaces[англ.] — владелец мотеля ¶
- 1949 — Гуффи-атлет[англ.] / Goofy Gymnastics — человек за кадром ¶
- 1949 — Легенда о Сонной Лощине / The Legend of Sleepy Hollow — смех Всадника без головы
- 1953 — Новый сосед[англ.] / The New Neighbor — Пит ¶
- 1957—1960 — Диснейленд[англ.] / Disneyland — Пит • мистер Гэтор (в 3 эпизодах)
- 1959 — Спящая красавица / Sleeping Beauty — головорез Малефисенты ¶
- 1961 — Деннис-мучитель[англ.] / Dennis the Menace — Фримонт (в эпизоде The Dog Trainer) ¶

### Сценарист, режиссёр
- 1920 — Сухость и жажда / Dry and Thirsty — сценарист
- 1925 — Дикарка / The Wild Girl — режиссёр
- 1925 — Молчаливый страж / The Silent Guardian — режиссёр